# Rejon Qubadlı
Rejon Qubadlı (azer. Qubadlı rayonu) – rejon w zachodnim Azerbejdżanie. W latach 1993–2020 obszar rejonu znajdował się pod kontrolą ormiańską i wchodził w skład nieuznawanego quasi-państwa Górskiego Karabachu.

## Historia
Rejon powstał w 1933 roku. W sierpniu 1993 roku podczas wojny o Górski Karabach został zajęty przez Ormian. Siły azerbejdżańskie odzyskały kontrolę nad całym okręgiem w 2020 roku.